# Foszfin
| Foszfin |                                                                          |
| |                                                                          |
| \| \| \| |                                                                          |
| IUPAC-név | Foszfán                                                                  |
| Szabályos név                                                                                                   | Foszfin                                                                  |
| Más nevek | Foszfor-hidrogén                                                         |
| Kémiai azonosítók                                                                                               |                                                                          |
| CAS-szám | 7803-51-2                                                                |
| PubChem | 24404                                                                    |
| ChemSpider | 22814                                                                    |
| EINECS-szám | 232-260-8                                                                |
| ChEBI | 30278                                                                    |
| RTECS szám | SY7525000                                                                |
| InChIKey | XYFCBTPGUUZFHI-UHFFFAOYSA-N                                              |
| Beilstein | 3600171                                                                  |
| Gmelin | 287                                                                      |
| UNII | FW6947296I                                                               |
| UN-szám | 2199                                                                     |
| ChEMBL | CHEMBL2227836                                                            |
| Kémiai és fizikai tulajdonságok                                                                                 |                                                                          |
| Kémiai képlet                                                                                                   | PH3                                                                      |
| Moláris tömeg                                                                                                   | 34,00 g/mol                                                              |
| Megjelenés | színtelen gáz                                                            |
| Sűrűség | 1,5312 kg/m³ (0 °C, gáz) 0,7653 g/cm³ (folyadékfázis, forrásponton)      |
| Olvadáspont | ‒133,80 °C                                                               |
| Forráspont | ‒87,77 °C                                                                |
| Oldhatóság (vízben)                                                                                             | 330 mg/l (20 °C)                                                         |
| Kristályszerkezet                                                                                               |                                                                          |
| Molekulaforma                                                                                                   | Trigonális piramis                                                       |
| Dipólusmomentum                                                                                                 | 0,58 D                                                                   |
| Veszélyek |                                                                          |
| EU osztályozás                                                                                                  | Rendkívül gyúlékony (F+) Nagyon mérgező (T+) Veszélyes a környezetre (N) |
| NFPA 704 | 4 2                                                                      |
| R mondatok | R12, R17, R26, R34, R50                                                  |
| S mondatok | (S1/2), S28, S36/37, S45, S61, S63                                       |
| Öngyulladási hőmérséklet                                                                                        | 38 °C                                                                    |
| Rokon vegyületek                                                                                                |                                                                          |
| Rokon vegyületek                                                                                                | Ammónia Arzin Sztibin Bizmutin Trimetilfoszfin Trifenilfoszfin           |
| Ha másként nem jelöljük, az adatok az anyag standardállapotára (100 kPa) és 25 °C-os hőmérsékletre vonatkoznak. |                                                                          |
| |                                                                          |

A foszfin vagy foszfor-hidrogén egy szervetlen foszforvegyület, amelynek összegképlete PH3. Az ammóniáéhoz hasonló szerkezetű molekulákat alkot. Színtelen, kellemetlen szagú gáz. Vízben alig oldódik. Erősen redukáló hatású. Erős méreg.

## Szerkezete
A foszfinmolekula az ammóniamolekulához hasonlóan trigonális piramis alakú. A központi foszforatomon egy nemkötő elektronpár van. A foszfin molekulájában a foszforatom nitrogénatomnál nagyobb atomsugara miatt jobban érvényesül a nemkötő elektronpár deformáló hatása, mint az ammóniában, ezért a kötésszög itt kisebb, 93,5°.

## Kémiai tulajdonságai
A foszfin gyengén bázisos jellegű, hidrogén-halogenidek hatására foszfóniumsókká alakul. Azonban az ilyen PH+4-iont tartalmazó vegyületek sokkal bomlékonyabbak, mint az ammóniumsók. A foszfin hevítés hatására meggyullad és foszforsav képződése közben elég.
{\displaystyle \mathrm {PH_{3}+2\ O_{2}\rightarrow H_{3}PO_{4}} }
Klór hatására foszfor-pentakloriddá oxidálódik:
{\displaystyle \mathrm {PH_{3}+4\ Cl_{2}\rightarrow PCl_{5}+3\ HCl} }

## Előállítása
Foszfin keletkezik, ha fehérfoszfort erős lúggal főznek. Az így nyert foszfin azonban mellékterméket, difoszfánt (P2H4) tartalmaz. Ez a vegyület a levegőn magától meggyulladhat.
{\displaystyle \mathrm {P_{4}+3\ KOH+3\ H_{2}O\rightarrow PH_{3}+3\ KH_{2}PO_{2}} }
A foszfidokból (például kalcium-foszfidból) víz hatására szintén foszfin fejlődik.
{\displaystyle \mathrm {Ca_{3}P_{2}+6\ H_{2}O\rightarrow 2\ PH_{3}+3\ Ca(OH)_{2}} }

## Felhasználása
A foszfint kártevőirtásra használják, emellett alapanyag kémiai szintéziseknél.

## Toxicitása
Belélegzése vagy bőrrel való érintkezés útján történő felszívódhat. Nagy dózisban halálos méreg. Tüdőödéma kialakulásához is vezethet a belélegzése. Mivel a foszfin nagyobb fajsúlyú, mint a levegő, ezért a talaj közelében megtelepszik. Emiatt fokozottan veszélyes a gyerekek egészségére. A szervezetbe, véráramba került foszfin a vér oxigénszállító képességét blokkolja és a sejtek oxigénfelvételét nehezíti meg.
Belégzésének tünetei: rosszullét, hányás, hasmenés, hidegrázás, izomfájdalom, szomjúság, légzési nehézség, tüdőödéma. 50 ppm értéknél már rendkívül veszélyes az egészségre.